# Marilyn Chambers
Marilyn Chambers, nome artístico de Marilyn Ann Briggs, (Westport, Connecticut, 22 de abril de 1952 — Santa Clarita, Los Angeles, 12 de abril de 2009) foi uma ex-atriz pornográfica norte-americana que ficou famosa por protagonizar o que foi considerado um dos primeiros filmes pornográficos com uma história: Atrás da Porta Verde (Behind the green door) de 1972. Foi duas vezes candidata a vice-presidente dos Estados Unidos.

## Biografia
Em votação da revista AVN, realizada em 1999, ela foi eleita a 6ª Melhor Atriz pornô de todos os tempos.
Nas eleições presidenciais dos EUA em 2004 e 2008 Chambers foi candidata a vice nas chapas, respectivamente, no libertário Personal Choice Party e como vice de Charles Jay do Boston Tea Party.
No domingo 12 de Abril de 2009 Marilyn Chambers (identificada então como Marilyn Ann Taylor de acordo com os documentos que portava), de 56 anos (e a dez dias de completar 57 anos), foi encontrada morta dentro de sua casa pela filha de dezessete anos, em Canyon Country, próximo a Santa Clarita, na Califórnia; a autópsia revelou a presença do analgésico hidrocodona e do antidepressivo Citalopram no sangue, mas em doses não letais, constatando que a atriz morrera por aneurisma decorrente de problemas cardíacos. Suas cinzas foram espalhadas no mar.

## Prêmios e honras
- Eleita para o Hall da Fama da AVN
- XRCO Hall of Fame[11]
- XRCO Award de 1985 – Best Kinky Scene -Insatiable II (com Jamie Gillis)[12]
- FOXE Awards|FOXE Award  de 2005 – Lifetime Achievement
- XBIZ Award de 2008 – Lifetime Achievement for a Female Performer[13]